# Расейняйська битва
Расейняйська битва — радянський контрудар південно-західніше Шяуляя, проведений 23-25 червня 1941 року в ході Прибалтійської стратегічної оборонної операції.

## Загальні дані
При завданні удару в Балтії німецьке командування зосередило групу армій «Північ», дії яких посилював 1-й повітряний флот. До складу групи армій «Північ» входили 16-та й 18-та армії, 3-тя та 4-та танкові групи.
Їм протистояли радянський Північно-Західний фронт — 8-ма, 11-та та 27-ма армії і резерв фронту — 3-й і 12-й механізовані корпуси, з моря діяв Балтійський флот.

## Початок німецького наступу
Німецькому командуванню вдалося в ударних групах досягти кількаразової переваги над радянськими силами. Протягом 22 червня 4-та танкова армія Гепнера прорвала оборону між 8-ю та 11-ю арміями. Зокрема, 41-й мотокорпус зім'яв оборону 126-ї стрілецької дивізії, зайняв Таураге та розвинув наступ на Расейняй, при цьому відкинув контратакуючу 48-му стрілецьку дивізію.
56-й мотокорпус за день здійснив марш-кидок на 60 кілометрів та зайняв міст через річку Дубіса поблизу Арегали.
3-тя танкова група Гота проводила наступ в смузі радянської 11-ї армії з Сувалківського виступу на Алітус та Меркіне та вийшла до Німана. Біля Алітуса відбувся бій за місто, після якого група продовжила наступ.

## Радянські спроби контрнаступу
Для відновлення становища командувач Північно-Західним фронтом генерал-полковник Ф. І. Кузнецов вранці 22 червня віддає наказ 3-му та 12-му механізованим корпусам завдати удару по Тільзитській німецькій групі, що прорвалася в полосі оборони 8-ї армії.
З цим наказом до корпусів відбуває начальник автобронетанкового управління фронту полковник П. П. Полубояров. 28-ма танкова дивізія 12-го мехкорпусу мала зранку вийти до Шяуляя та наступати на Скаудвіле.
23-й танковій дивізії наказувалося підтримувати дії 10-го стрілецького корпусу 8-ї армії, по тому наступати на Таураге.
202-й моторизованій дивізії та 9-й протитанковій артилерійській бригаді було доручено обороняти Шяуляй.
3-му мехкорпусу було наказано за ніч просунутися до Расейняя і вранці 23 червня також наступати на Скаудвіле.
При проведенні контрудару 3-й мехкорпус діяв без 5-ї танкової дивізії — котра вже на той час вела бій біля Алітуса, та 84-ї моторизованої дивізії — була підпорядкована командувачу 11-ю армією для оборони Каунаса. Власне контрнаступ проводився однією 2-ю танковою дивізією — понад 250 танків, з них 50 КВ.
Дивізія рушила з Кедайняя на Расейняй, та зранку 23 червня вступила в бій з німецькою 6-ю танковою дивізією Франца 41-го мотокорпусу на західному березі річки Дубіса. Бій йшов протягом всього 23 червня, радянська танкова дивізія під постійними авіанальотами зазнала великих втрат, та через брак пального і мастила ввечері почала відступ. Вранці 24 червня група «Зекендорф» була атакована та вибита з плацдармів 2-ю танковою дивізією — 50 КВ-1 та КВ-2.
В швидкому часі 2-га танкова дивізія опиняється в напівоточенні, втрачено зв'язок з штабом 11-ї армії.
26 червня німецькі десантники та танкові підрозділи вийшли на штаб 2-ї танкової дивізії та управління 3-го мехкорпусу з тилу; в бою загинув командир 2-ї танкової дивізії генерал-майор Солянкін Є. М., залишки 3-го мехкорпусу відходять на схід.
12-й мехкорпус на озброєнні мав лише легкі танки — в двох дивізіях до 700 одиниць, в основному Т-26 і БТ-7. Згідно плану 23-тя та 28-ма танкові дивізії мали завдати удару по німецьких силах, що наступали, вранці 23 червня в загальному напрямку на Скаудвіле. Одначе ще по шляху висування на ударні позиції від ударів німецької авіації 23-тя дивізія втратила 17 танків, 28-ма — 27; при зосередженні на вихідному районі, 28-ма дивізія не мала запасу палива, а 23-тя дивізія вже була втягнута у бої в складі 10-го стрілецького корпусу біля Плунге. Близько 22-ї ночі 23 червня 28-ма танкова дивізія вступила в бій з 10-ю танковою дивізією вермахту, великі втрати були з обидвох сторін; 23-тя танкова дивізія також тільки до вечора вийшла в планований район зосередження поблизу Лаукува.
Радянські танкові дивізії діяли окремо, постачання паливом та мастилом було порушене, підтримки від інших формувань фронту не надійшло, авіаційного прикриття не було; увечері 24 червня радянські танкісти відходять.
25 червня 12-й мехкорпус отримує наказ поновити атаки. 28-ма танкова дивізія провела удар біля містечка Пашіле — північніше Кальтіненай. В чотиригодинному бою із великими втратами з радянської сторони окремі танкові підрозділи зуміли прорватися в глибину німецького розташування та розгромили колону моторизованого полку, котрий просувався по шосе на Шяуляй, в другій половині дня залишки танкової дивізії зосереджуються у лісі на північний схід від Пашіле. Приймаюча в контрударі участь 23-тя танкова дивізія також понесла значні втрати.

## Некерований відступ
26 червня вцілілі з'єднання 12-го мехкорпусу почали відступ. 28 червня штаб мехкорпусу був атакований нацистськими силами, командир корпусу генерал-майор М. М. Шестопалов був важко поранений та полонений, де через кілька днів помер; багато штабістів загинули при виході з оточення.
Контрудар 3-го та 12-го мехкорпусів за майже повної відсутності організації та зв'язку звівся до неузгоджених в часі та місці проведення гарячкових дій. Результати виявилися малозначними, а втрати в особистому складі та військовій техніці великими.
Військово-повітряні сили Північно-Західного фронту за три перші дні війни втратили 920 літаків та практично були нездатні забезпечувати прикриття з повітря контратаки.
25 червня командування фронту отримує директиву Ставки головнокомандування — організувати оборону силами відступаючих з'єднань, резервами та з'єднаннями другого ешелону по Західній Двіні. Однак ще 24 червня німецький 56-й мотокорпус, пройшовши 170 кілометрів, вийшов на шосе, ведуче на Двінськ, а 26 червня зайняв місто.
12-й мехкорпус (з 1 липня командував полковник В. Я. Грінберг) при відступі вів бойові дії спільно з частинами 8-ї армії, даних про корпус не було, командуючий армією вважав його оточеним.
Погано керовані з'єднання 11-ї армії пробивалися в напрямі на Полоцьк; до моменту виходу з оточення вона втратила ¾ військової техніки та до 60 % особового складу.
30 червня нацистські сили форсували Даугаву біля Риги.
2 липня після відбиття радянських атак 41-й мотокорпус 4-ї танкової групи вийшов до Західної Двіни біля Єкабпілса.
3-тя німецька танкова група після бою під Алітусом займає Вільнюс та почала наступ на Мінськ.

## Один КВ
В часі перебігу Расейняйської битви 24-25 червня 1941 року один танк КВ, орієнтовно КВ-2, стримував протягом доби наступ німецької бойової групи «Раус», що входила до складу 4-ї танкової групи.

Підбитий тяжкий танк КВ-2, екіпаж в бою загинув під Расейняєм

Нацистська бойова група «Раус» була однією з двох, сформованих із складу 6-ї танкової дивізії перед самим вторгненням до СРСР, другою була група «фон Зекендорф»- командир барон Еріх фон Зекендорф.
6-та танкова дивізія перейшла кордон після артпідготовки біля села Шиліне. До 23 червня обидві групи вийшли до річки Дубіса та захопили на її східному березі плацдарми.
23 червня німецька повітряна розвідка повідомляє про наближення до займаних групою «Зекендорф» позицій радянських танків — 2-га танкова дивізія, радянські танкісти мали завдання завдати флангового удару, проте через брак координації та зв'язку 22-23 червня, прибули із запізненням, тому зав'язався зустрічний бій, в складі дивізії був батальйон тяжких танків КВ.
В ході зустрічного бою радянські танки зім'яли піхотинців та увірвалися на позиції артилерії; німецькі 37-мм протитанкові гармати та чеські танки Pz 35 не пробивали броню важких танків, після встановлення нацистами на пряме наведення 88-мм зенітних гармат було підбито кілька радянських танків, батальйон 2-ї танкової дивізії відходить.
Група «Раус» тим часом окопувалася на плацдармі, вступаючи в дрібні сутички з червоноармійцями, деяку кількість з них було полонено, на другий день їх мали відіслати до міста з наказу генерала Ергарда Рауса.
Вранці 24 червня колона з полоненими та німецькими пораненими вирушила з розташувань групи «Раус», але менш, ніж за 2 км від командного пункту вони наштовхнулися на перехресті на танк КВ, котрий стояв там з ночі. При наближенні колони танк відкрив вогонь, німецькі вантажівки поспішно повернулися в розташування. Під обстріл КВ потрапила німецька колона з пальним та набоями, котра рухалася до групи Рауса з Расейняя, згодом німецький командир писав у рапорті про 12 згорілих вантажівок.
З'ясувавши, що їм протистоїть лише один танк, німецькі війська приступили до подолання його опору — на рубіж вийшла батарея з чотирьох 50-мм протитанкових гармат. Батарея здобула вісім прямих влучень, однак через кілька хвилин башта почала повертатися в її сторону, кількома попаданнями КВ знищив дві гармати з розрахунком, ще дві були ушкоджені. Після цього проти радянського танка була задіяна 88-мм зенітна гармата. При наближенні зенітного розрахунку на 700 м екіпаж КВ першим пострілом знищив його та гармату.
Уночі нацистами було проведене мінування танка, але вибухи тільки порвали трак, після того екіпаж КВ почав всліпу обстрілювати периметр з кулемета.
Ранком 25 червня Pz-35 почали кружляти біля КВ для відволікаючого маневру, доки підвозили зенітні гармати. Зенітна установка зробила шість вистрілів, шість прямих попадань, башта КВ завмерла. Десь через півгодини німецькі вояки почали наближатися до танка та його оглядати. Але танкова башта знову прийшла в рух, після того було кинуто гранату у відчинений люк.
Шість загиблих танкістів були поховані нацистами — на знак поваги до сміливості на полі бою.